# Altezza serenissima ducale
L'appellativo di sua altezza serenissima ducale è il trattamento riservato ad alcuni membri di famiglie ducali come Nassau, Braganza e Sassonia-Coburgo-Gotha (fino al 1844). Questo trattamento è superiore al titolo di sua altezza serenissima, perché prende l'aggettivo ducale (relativo al duca). I Ducati ernestini di Meiningen, Gotha e Altenburg abbandonarono tale titolo a favore di Altezza nel 1844.